# Hartono Dharsono
Hartono Rekso Dharsono (Pekalongan, 10 giugno 1925 – Bandung, 5 giugno 1996) è stato un ambasciatore, politico e generale indonesiano, è stato il primo segretario generale dell'ASEAN, dal 1976 al 1978.

## Biografia
Dharsono è nato come nono figlio di 12 fratelli. Aveva ricevuto un'istruzione militare nei Paesi Bassi, iniziò la sua carriera militare nella divisione Siliwangi come squadra, plotone e comandante di battaglione durante la guerra d'indipendenza indonesiana tra il 1946 ed il 1949. Ha anche lavorato come capo di stato maggiore della brigata di Siliwangi, e successivamente ha prestato servizio nello Stato maggiore di Tentara Nasional Indonesia-Angkatan Darat tra il 1954 ed il 1956 e come vicegovernatore della National Military Academy tra il 1956 ed il 1959. Ha anche ricoperto la carica come membro del Siliwangi Kodam per due volte, nel 1960 e nel 1964-1965.
Tra il 1962 ed il 1964 fu assegnato come addetto militare a Londra, in Inghilterra. Terminato con il suo incarico a Londra, H.R. Dharsono fu nominato assistente del comandante dell'esercito tra il 1965 ed il 1966 e poi come comandante militare del VI comando militare Siliwangi (oggi Kodam III) tra il 1966 ed il 1969.
Nel 1969, Dharsono è stato nominato ambasciatore in Thailandia. Ha prestato servizio nel 1972. È stato quindi nominato ambasciatore in Cambogia dal 1972 al 1975. Successivamente divenne presidente della Commissione internazionale per il controllo e la supervisione (ICCS) nel tentativo di porre fine alla guerra del Vietnam (1973-1975).
Nel 1976 è stato nominato segretario generale dell'ASEAN, ma non ha avuto l'opportunità di completare la missione diplomatica. Nel 1978 è stato rimosso dalla sua posizione perché era coinvolto nel gruppo Petisi 50, in particolare un gruppo di leader politici, militari e di comunità che all'epoca non erano d'accordo con le politiche del presidente Suharto.
Successivamente, tra il 1978 ed il 1980, si è rivolto al settore privato per diventare il direttore di PT. Propelat Bandung. Era anche il segretario generale dell'esercito forum per lo studio e la comunicazione (FOSKO).
| Controllo di autorità | VIAF (EN) 58188321 · ISNI (EN) 0000 0003 7454 3801 · LCCN (EN) n88292751 |